# Сан Костантино Калабро
Сан Костантѝно Ка̀лабро (на италиански: San Costantino Calabro) е село и община в Южна Италия, провинция Вибо Валентия, регион Калабрия. Разположено е на 454 m надморска височина. Населението на общината е 2198 души (към 2012 г.).